# Conservatieve Partij van Nicaragua
De Conservatieve Partij van Nicaragua (Spaans: Partido Conservador de Nicaragua, PCN) is een politieke partij in Nicaragua. De partij is in 1992 opgericht als een fusie van de Partido Social Conservador, Partido Democrático Conservador en de Partido Conservador del Trabajo. Bij de parlementsverkiezingen van 2001 kreeg de partij 29.933 stemmen (2,1%, 1 zetel). Bij de presidentsverkiezingen van 2001 kreeg de kandidaat van de partij, Alberto Saborío, 27.925 stemmen (1,4%).